# 샤디아
샤디아(아랍어: شادية, 영어: Shadia, 1931년 2월 8일 ~ 2017년 11월 28일)는 이집트의 배우, 가수이다.